# Premilcuore

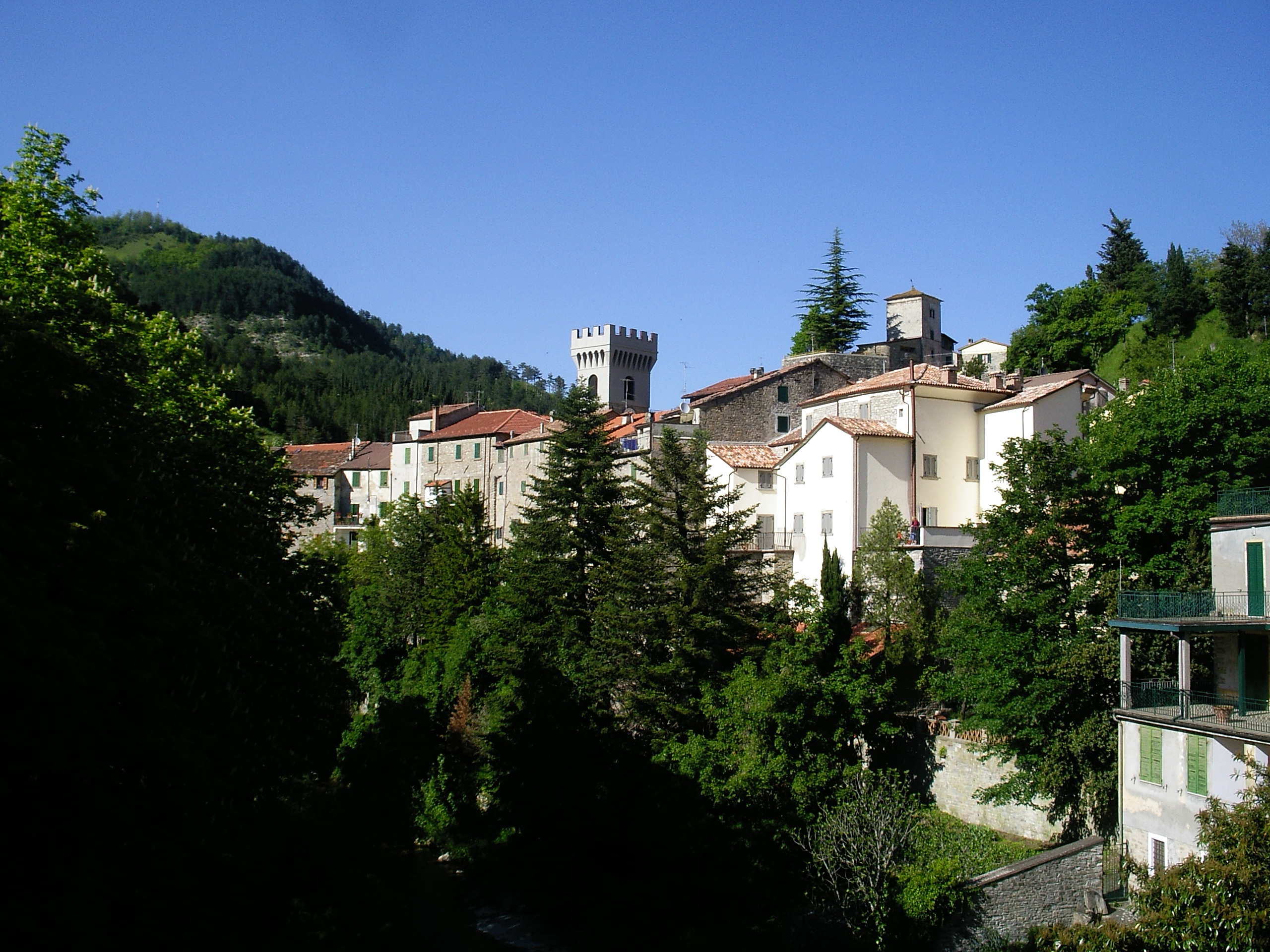
Premilcuore

Premilcuore is een gemeente in de Italiaanse provincie Forlì-Cesena (regio Emilia-Romagna) en telt 889 inwoners (31-12-2004). De oppervlakte bedraagt 98,8 km², de bevolkingsdichtheid is 9 inwoners per km².

## Demografie
Premilcuore telt ongeveer 426 huishoudens. Het aantal inwoners daalde in de periode 1991-2001 met 6,5% volgens cijfers uit de tienjaarlijkse volkstellingen van ISTAT.
| Jaar | Inwoneraantal |
| ---- | ------------- |
| 1991 | 951           |
| 2001 | 889           |

## Geografie
Premilcuore grenst aan de volgende gemeenten: Galeata, Portico e San Benedetto, Rocca San Casciano, San Godenzo (FI), Santa Sofia.
Bagno di Romagna · Bertinoro · Borghi · Castrocaro Terme e Terra del Sole · Cesena · Cesenatico · Civitella di Romagna · Dovadola · Forlimpopoli · Forlì · Galeata · Gambettola · Gatteo · Longiano · Meldola · Mercato Saraceno · Modigliana · Montiano · Portico e San Benedetto · Predappio · Premilcuore · Rocca San Casciano · Roncofreddo · San Mauro Pascoli · Santa Sofia · Sarsina · Savignano sul Rubicone · Sogliano al Rubicone · Tredozio · Verghereto
1. ↑  https://demo.istat.it/?l=it.